# Beör család
A nemes és gróf kövesdi Beör család régi erdélyi nemesi család.

## Története
Beör Zsigmond 1679. július 15-én kapott címeres nemesi oklevelet kapott I. Apafi Mihály erdélyi fejedelem.

## Címere
Címer: A paizson alul három hatágú csillag sorakozik, felül egy duplafarkú oroszlán a jobb karját emelve egy keresztvédővel ellátott görbe szablyát tart. – Drágakő: Növekvő oroszlán.

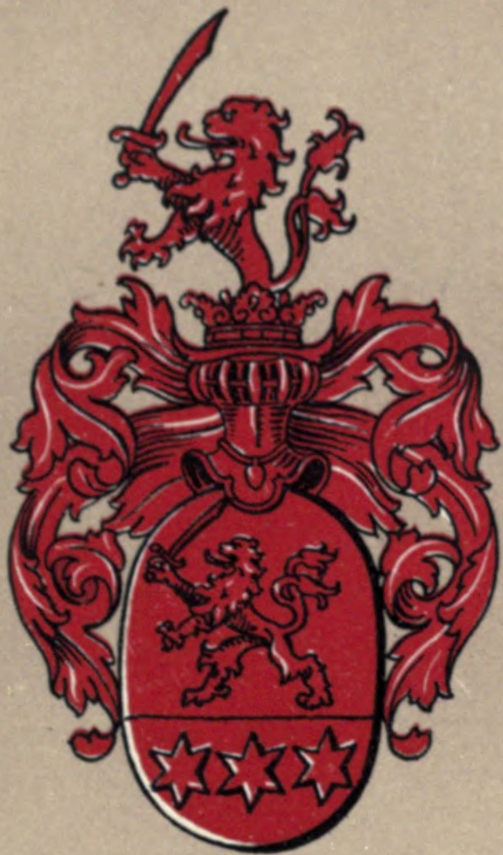
Beör Mihály címere

(Beör Mihály 1825-ös pecsétje)

## Jelentősebb tagjai
- Beör Zsigmond, a nemesi cím elnyerője
- gróf Veréssy Beör Miksa, filmkészítő

## Palotái, kúriái
- A sepsiszentgyörgyi Beör-palota

## Forrás
- Kempelen Béla: Magyar nemes csaladok
- Nagy Iván: Magyarország családai
- Beőr [Digitális Képarchívum - DKA-050708] (oszk.hu)

## Külső hivatkozások
Szekelyhon.ro
Filmtett.ro